# Aeroporto Internacional de Winnipeg James Armstrong Richardson
O Aeroporto Internacional de Winnipeg James Armstrong Richardson é um aeroporto do Canadá  situado a aproximadamente 10 minutos do centro de Winnipeg. Código YWG da IATA, código CYWG de ICAO. Nomeado para homenagear James Armstrong Richardson, uma figura influente nos negócios e na aviação canadenses. Em 1958, era o primeiro aeroporto do Canadá a ser designado oficialmente como um aeroporto internacional.